# Heterospathe obriensis
Heterospathe obriensis är en enhjärtbladig växtart som först beskrevs av Odoardo Beccari, och fick sitt nu gällande namn av Harold Emery Moore. Heterospathe obriensis ingår i släktet Heterospathe och familjen Arecaceae. Inga underarter finns listade i Catalogue of Life.